# 童中白
童中白（1961年—），台灣新聞主播。

## 生平
童中白出生於臺北市，籍貫中國浙江杭州。1984年進入中視新聞部，擔任過《中視晚間新聞》主播，主持過台灣電視史上第一個夜間談話性質的節目《今夜》，從中視離職後赴美國求學。1997年返回台灣，1997至2002年先後擔任SET電視台、傳訊電視中天頻道、東森新聞S台主播與節目主持人，主持過傳訊電視中天頻道《相對論》、東森新聞S台《新聞講明白》等節目。2002年至2013年旅居中國大陸，曾製作中國中央電視台中文國際頻道《海峽兩岸》，創辦SNH和諧與自然紀錄片團隊，參與聯合國教科文組織國際對話引言人教育培訓。2013年返回台灣成立「亮生活有限公司」，現為亮傳媒創辦人、SNH和諧與自然紀錄片製片人、大愛電視大愛二台《幸福銀髮讃》主持人。
童中白曾任威京總部集團沈春池文教基金會秘書長。2024年9月27日，臺灣臺北地方檢察署將童中白列為京華城案「違背職務行賄罪」被告，檢察官複訊後，深夜無保請回。

## 經歷
| 時間 | 單位                       | 節目名稱                                           | 備註                           |
| ---- | -------------------------- | -------------------------------------------------- | ------------------------------ |
|      | 中華電視台                 | 兒童節目《好榜樣》                                 | 主持人                         |
|      | 中華電視公司               | 特別節目《中華民國八十年中正盃龍舟錦標賽特別節目》 | 棚內主持人                     |
|      | 台北市政廣播電台           | 節目《家在臺北》                                   | 製作主持                       |
|      | 中國電視公司新聞部         | 新聞雜誌節目《九十分鐘》                           | 執行製作                       |
|      | 中國電視公司新聞部         | 新聞雜誌節目《新聞眼》                             | 主持人                         |
|      | 中國電視公司新聞部         | 新聞節目《今夜》                                   | 主持人                         |
|      | 中國電視公司新聞部         | 晚間、夜間新聞                                     | 主播                           |
|      | 中國電視公司新聞部         |                                                    | 黨政、文教、市政、生活採訪記者 |
|      | 中華民國黨政記者聯誼會     |                                                    | 副會長                         |
|      | 黑鷹棒球公司（時報鷹前身） |                                                    | 事業發展副總經理               |
|      | 钜聲傳播                   |                                                    | 總經理                         |
|      | SET電視台                  | 《領航新聞》                                       | SET電視台開台主播及製作人。    |
|      | 大愛電視                   | 《大愛新聞雜誌》                                   | 節目主持人                     |
|      | 宏觀衛視                   | 《世紀人物》                                       | 節目主持人                     |
|      | 傳訊電視中天頻道           | 《相對論》                                         | 節目主持人                     |
|      | 東森新聞S台                |                                                    | 企劃總監/新聞主播              |
|      | 東森新聞S台                | call in節目《新聞講明白》                          | 主持人                         |
|      | 亞洲新聞台                 | 《財富中國》                                       | 節目主持人                     |
|      | 中國中央電視臺中文國際頻道 | 《海峽兩岸》                                       | 特約製作人                     |
|      | HPF基金會                  |                                                    | 董事主席                       |

## 獎項
| 年份   | 獲提名       | 獎項                         | 結果 |
| ------ | ------------ | ---------------------------- | ---- |
| 1989年 | 第24屆金鐘獎 | 新聞節目主持人獎及新聞採訪獎 | 入圍 |